# Michele Ruggiero
Michele Ruggiero (* 24. Dezember 1811 in Neapel; † 19. März 1900 ebenda) war ein italienischer Architekt, Bauforscher und Klassischer Archäologe.

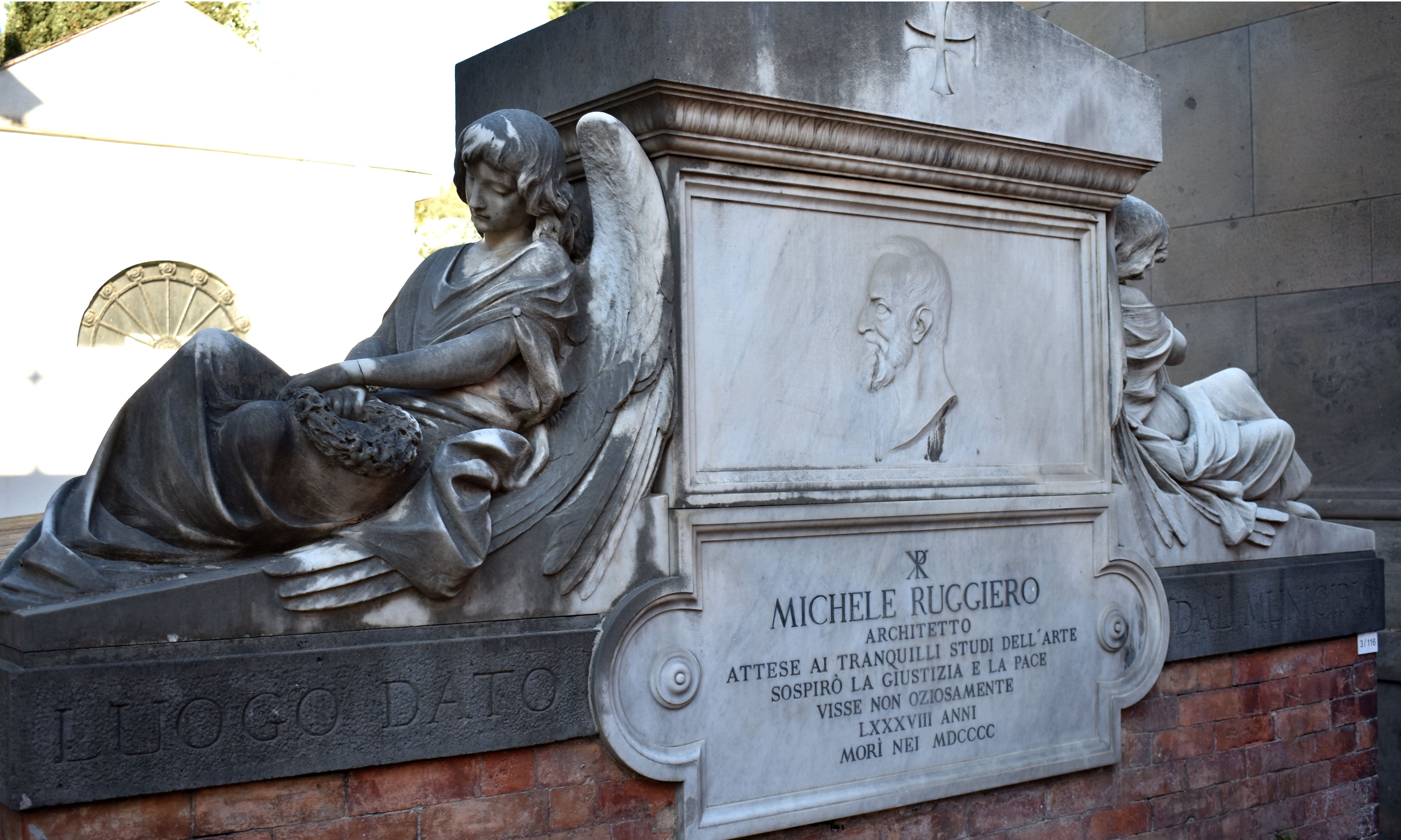
Grab auf dem Friedhof Poggioreale in Neapel

## Leben
Michele Ruggiero nahm seit 1864 als Architekt an den Ausgrabungen von Pompeji, Herkulaneum und anderen Stätten um den Vesuv teil. Schon zuvor leitete er 1853 bis 1858 die Grabungen an den Stabianer Thermen in Pompeji. Außerdem grub er das Haus des Lucius Caecilius Iucundus aus. 1875 wurde Ruggiero Nachfolger Giuseppe Fiorellis als Leiter aller Ausgrabungen der Region, insbesondere Pompejis und Herkulaneums. Er setzte Fiorellis Arbeiten – Fiorelli war der erste Grabungsleiter, der moderne Forschungsmethoden nutzte – in dessen Sinne fort. Die Ausgrabungen wurden in östlicher Richtung zum Nolanischen Tor vorangetrieben. Doch konzentrierte sich Ruggiero nicht nur auf die Ausgrabungen, sondern insbesondere auch auf die Erhaltung des bereits ausgegrabenen Bestandes. Viele Häuser und auch 600 Fresken wurden restauriert. Er veröffentlichte diverse Fund- und Grabungsberichte. Sein Nachfolger als Leiter der Ausgrabungen in Pompeji und Herkulaneum wurde Giulio De Petra.